# قفسه بلومر
قفسهٔ بلومر (انگلیسی: Blumer's shelf) نشانه‌ای است که هنگام معاینه مقعد یا معاینه لگن یافت می‌شود و نشانه‌ای از احتمال وجود یک تومور یا متاستاز سرطانی به بن‌بست داگلاس است. این مکان معمولاً محلِ متاستاز سرطان‌های ریه، سرطان لوزالمعده و سرطان معده است که به‌دلیل حرکت سلول‌های تومور از شکم به سمت لگن و جایگزینی و رشد آنها در بن‌بست راست‌روده‌ای-مثانه‌ای یا بن‌بست راست‌روده‌ای-رحمی رخ می‌دهد.